# 수디르만산맥초원모자이크꼬리쥐
수디르만산맥초원모자이크꼬리쥐(Melomys frigicola)는 쥐과에 속하는 설치류의 일종이다. 뉴기니섬 서부 지역 산악 지대의 토착종으로 인도네시아 파푸아 주 하베마 호수부터 발리엠 계곡까지 분포한다. 해발 1,600~2,200m 고도에서 발견된다. 초원과 나머지 교란 지역에서 서식한다.
분포 지역이 상당히 좁지만 일부 지역에서 풍부하게 발견되고 서식지에 대한 내성을 갖고 있으며 특별한 위협 요인이 없기 때문에 국제 자연 보전 연맹(IUCN)이 보전등급을 "관심대상종"으로 분류하고 있다. 개체수가 약간 감소 추세를 보이는 것으로 추정되지만 IUCN에서 좀더 위험한 상태로 분류할 정도는 아니다.